# クルンテープ・トゥラギット
「クルンテープ・トゥラギット」（กรุงเทพธุรกิจ）は、タイ王国のタイ語日刊経済新聞。1987年10月6日に創刊。ネーション・マルチメディア・グループ傘下のNKTニュース社（เอ็นเคที นิวส์）が発行。

## 概要
クルンテープ・トゥラギット紙の経営責任者はNKTニュース社の社主であるドゥアンガモン・チョータナー(ดวงกมล โชตนา）、総編集長はスッティチャイ・ユン。スッティチャイはかつて人気を博したコラム『ガーフェー・ダム (กาแฟดำ：ブラックコーヒー)』を担当していた。現在、コラムニストにはウィーラ・ティーラパット（วีระ ธีรภัทร）が就いている。
2006年9月1日に同紙は1部15バーツから20バーツに価格引き上げた。2007年中頃には、紙面サイズの変更を行い、31インチ幅から27インチ幅に縮小が行われ、出版費用のおよそ10％の節約が行われた。同様の紙面の縮小は同紙の前にバンコック・ポスト、ポスト・トゥデーが行っており、さらにネーションでも行われた。